# ISO 3166-2:CI
ISO 3166-2:CI és el subconjunt per a Costa d'Ivori de l'estàndard ISO 3166-2, publicat per l'Organització Internacional per Estandardització (ISO) que defineix els codis de les principals subdivisions administratives.
Actualment per a Costa d'Ivori l'estàndard ISO 3166-2 està format per 19 regions.
Cada codi es compon de dues parts, separades per un guió. La primera part és CI, el codi ISO 3166-1 alfa-2 per a Costa d'Ivori. La segona part són dos digits:
- 01–16: Les regions creades el 1997
- 17–19: Les regions creades el 2000

El 2011 Costa d'Ivori va ser reorganitzada i ara està subdividida en catorze districtes, dos dels quals són districtes autònoms (Abidjan i Yamoussoukro). Els dotze districtes restants són subdividits en 31 regions. Aquests canvis encara no han estat reflectits a l'estàndard ISO 3166-2.

## Codis actuals
Els noms de les subdivisions estan llistades segons l'ISO 3166-2 publicat per la "ISO 3166 Maintenance Agency" (ISO 3166/MA).
| Codi  | Nom de la subdivisió (fr)        | Nom de la subdivisió (ca) |
| ----- | -------------------------------- | ------------------------- |
| CI-06 | 18 Montagnes (Région des)        | Dix-Huit Montagnes        |
| CI-16 | Agnébi (Région de l')            | Agnébi                    |
| CI-17 | Bafing (Région du)               | Bafing                    |
| CI-09 | Bas-Sassandra (Région du)        | Bas-Sassandra             |
| CI-10 | Denguélé (Région du)             | Denguélé                  |
| CI-18 | Fromager (Région du)             | Fromager                  |
| CI-02 | Haut-Sassandra (Région du)       | Haut-Sassandra            |
| CI-07 | Lacs (Région des)                | Lacs                      |
| CI-01 | Lagunes (Région des)             | Lagunes                   |
| CI-12 | Marahoué (Région de la)          | Marahoué                  |
| CI-19 | Moyen-Cavally (Région du)        | Moyen-Cavally             |
| CI-05 | Moyen-Comoé (Région du)          | Moyen-Comoé               |
| CI-11 | Nzi-Comoé (Région)               | Nzi-Comoé                 |
| CI-03 | Savanes (Région des)             | Savanes                   |
| CI-15 | Sud-Bandama (Région du)          | Sud-Bandama               |
| CI-13 | Sud-Comoé (Région du)            | Sud-Comoé                 |
| CI-04 | Vallée du Bandama (Région de la) | Vallée du Bandama         |
| CI-14 | Worodougou (Région du)           | Worodougou                |
| CI-08 | Zanzan (Région du)               | Zanzan                    |

Notes
1. ↑  Nom en català no inclòs a l'estàndard ISO 3166-2.